# Letoun měkkoploutvý
Letoun měkkoploutvý (Exocoetus volitans) je ryba patřící do čeledi letounovití (Exocoetidae).
Letoun měkkoploutvý ve skutečnosti aktivně nelétá, nýbrž klouže či plachtí nad vodou na zvětšených a zesílených ploutvích. Některé druhy letounovitých ryb plachtí s pomocí zvětšených prsních a břišních ploutví, jiné používají pouze prsní ploutve. Plachtění používají při úniku před predátory, např. před delfíny, mečouny a tuňáky. Ve vzduchu mohou docilovat i rychlost 65 km/h.
V případě, že chce letoun vystartovat z vody, rychle pod vodou kmitá ocasem, aby dosáhl maximální rychlosti pro proražení vodní hladiny. Pak roztáhne prsní ploutve a vznese se nad hladinu, zatímco dolní lalok ocasní ploutve stále kmitá. V plné rychlosti může tato ryba setrvat v klouzavém letu až 12 sekund.
- Délka: až 18 cm
- Pohlaví: samec/samice
- Rozšíření: tropické a subtropické vody na celém světě
- Stav ochrany: místy běžný druh